# 足利カンマーオーケスター
足利カンマーオーケスター（あしかがカンマーオーケスター、Ashikaga Kammerorchester）は栃木県足利市の室内オーケストラ。
通称「足利カンマー」。
本拠地は足利市民プラザ（あしかがフラワーパークプラザ）。

## 概要
2013年、足利市民会館の専属プロフェッショナル芸術団体として発足。
2021年、足利市民会館が閉館となり、足利市民プラザ（あしかがフラワーパークプラザ）に活動拠点を移す。
音楽監督は風岡優。

## おもな活動
- 定期演奏会
- 市民交流コンサート
- 教育普及＆心の支え活動（小中学校音楽教室、福祉施設等への出前コンサート）
- 未来の人材育成投資活動（市内高校管弦楽部指導）
- 依頼公演